# Asphinctanilloides
Asphinctanilloides – dawniej wyróżniany rodzaj mrówek należący do podrodziny Dorylinae, sklasyfikowany w roku 1999. Obecnie uważany za synonim Leptanilloides.

## Gatunki
Rodzaj obejmuje 3 gatunki:
- Asphinctanilloides amazona Brandao, Diniz, Agosti & Delabie, 1999
- Asphinctanilloides anae Brandao, Diniz, Agosti & Delabie, 1999
- Asphinctanilloides manauara Brandao, Diniz, Agosti & Delabie, 1999